# Strotter

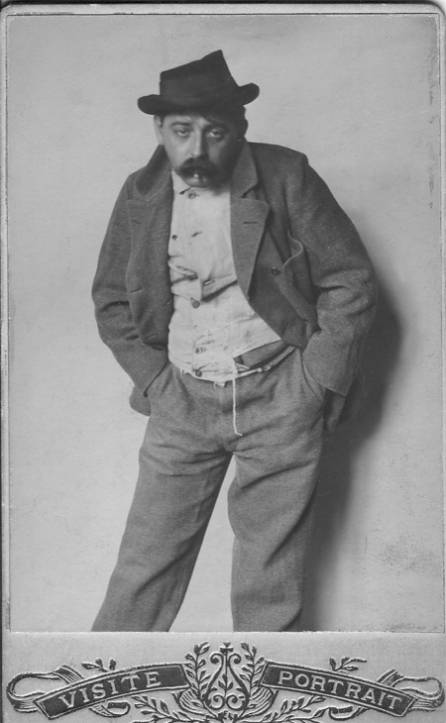
Max Winter stellt einen Strotter dar

Der Begriff Strotter (vom  Altwiener Ausdruck „strotten“ = aussortieren) ist eine heute kaum mehr verwendete, aus dem Raum Wien stammende Bezeichnung für Personen, die in Abfällen umherstöbern, um Verwertbares zu finden. Vorwiegend werden damit jene bis Mitte des 20. Jahrhunderts im Wiener Untergrund lebenden Personen assoziiert, für die das Strotten Lebensgrundlage war. Strotter wird zuweilen auch als Synonym für einen Vagabunden verstanden.

## Verbreitung des Begriffs
Weil die Strotter damals ein lokales Wiener Phänomen waren, wurde der Begriff dort am stärksten geprägt und konnte sich nicht großräumig etablieren. Eine Internetumfrage legt nahe, dass die Bezeichnung heute nur noch einem kleinen Teil der österreichischen Gesamtbevölkerung geläufig ist – einzig in Wien wird sie noch von der Mehrheit verstanden. Außerhalb Österreichs ist sowohl die Bedeutung des Wortes als auch die Geschichte der ehemaligen Wiener Strotter praktisch unbekannt. Das Österreichische Wörterbuch gibt an, das Verb strotten bedeute in der ostmittelbairischen Mundart sinngemäß „stochern“ bzw. „nach verwertbaren Abfällen suchen“, und das Nomen Strotter käme in selbiger Region einem Vagabunden gleich. Von anderen Quellen überlieferte Bedeutungen sind „Gauner, Landstreicher, Strauchdieb oder Gelegenheitsarbeiter“.

## Wiener Kanalstrotter
Um 1900 entstanden mit dem Donaukanal und anderen Sammelkanälen wesentliche Teile der heutigen Wiener Kanalisation. Obwohl durch die damaligen Bauprojekte rund 5.000 Menschen eine Arbeit fanden, waren die Wiener Vorstädte immer noch von Armut und Elend geprägt (vgl. Geschichte Wiens). Bald kamen Menschen aus ihrer individuellen Notlage heraus auf die Idee, die Abwässer nach ausgeschwemmten Gegenständen zu durchsuchen und das Gefundene weiterzuverkaufen. Um die Existenz solcher Kanalstrotter wusste man bereits vereinzelt seit Beginn der Kanalisierung 1893. Diese damals zu den sozial am schlechtesten gestellten Menschen in Wien zählenden Arbeits- und Obdachlosen versuchten so, ihren Lebensunterhalt zu bestreiten.
Gefischt wurde mit Netzen, behelfsmäßig aufgestellten kleinen Wehren, welche als Sieb dienten, Magneten oder auch mit an Stöcken befestigten Sieben, womit Gegenstände aus dem vorbeiströmenden Abwasser abgefangen werden konnten. Manche Strotter spezialisierten sich bei der Suche auf bestimmte Dinge. So gab es zum Beispiel „Fettfischer“, welche nach Knochen, Fleischresten und Fettstücken suchten, um diese nach notwendiger Trocknung an die Seifenindustrie zu verkaufen.
Einer breiteren Öffentlichkeit bekannt wurden diese Menschen durch die Sozialreportagen der Wiener Journalisten Max Winter und Emil Kläger, die ab 1902 unabhängig voneinander mehrmals den Untergrund besuchten. Vom letzten Strotter wird aus den 1950er-Jahren berichtet.
Siehe auch: Leben im Wiener Untergrund

## Übertragene Begriffsbedeutungen im Gegenwartsleben
Da sich die ökonomische Grundlage jener subkulturellen Lebensform seit vielen Jahren aufgelöst hat – Gabriele Goettles taz-Reportage 2002 befragte dazu Wiener Kanalarbeiter von heute – hat sich im heutigen Sprachgebrauch eine neue Bedeutung in den Vordergrund geschoben. Im übertragenen Sinn des Wortes geht es um das Verwerten und Neuzusammensetzen von Fundstücken aus der Kulturgeschichte. Daher überrascht es gar nicht, dass sich ein elektronischer Klangkünstler (musikalische Samplingtechnik) der Gegenwartsszene mit Künstlernamen Strotter Inst. bezeichnet oder ein zeitgenössisches Wienerliedduo als Die Strottern auftreten.